# Heinz von Sauter

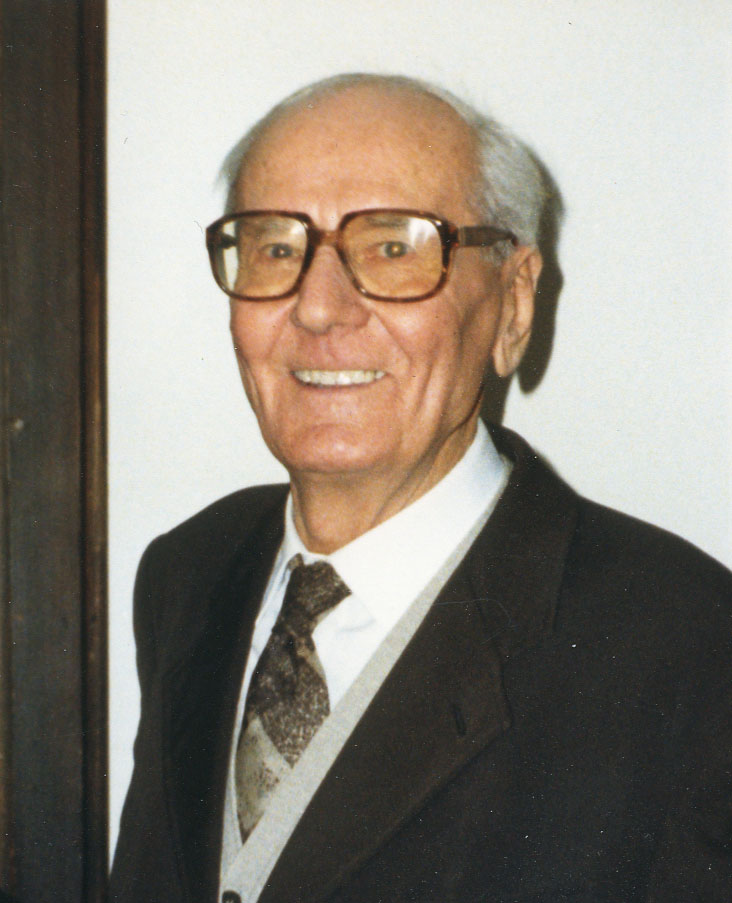
Heinz von Sauter (1987)

Heinz von Sauter (* 2. März 1910 in Triest; † 30. März 1988 in Innsbruck) war ein österreichischer Übersetzer, Schriftsteller und Ingenieur der Elektrotechnik. 
1936 heiratete er Juliane Pleschner, somit Lilly von Sauter. Ab Ende der 1950er Jahre begann Heinz von Sauter neben seiner beruflichen Tätigkeit belletristische Werke aus dem Französischen und Englischen zu übersetzen. Für seine erste vollständige deutsche Übersetzung der Memoiren „Geschichte meines Lebens“ des Giacomo Casanova (1725–1798) erhielt er 1982 den Johann-Heinrich-Voß-Preis für Übersetzung der Deutschen Akademie für Sprache und Dichtung in Darmstadt.

## Werke
- Der wirkliche Casanova. Eine Biographie, Engelhorn Verlag, Stuttgart, 1987

## Übersetzungen
- Ira Avery: Das Wunder von Dommatina, Paul Zsolnay Verlag, Wien, 1980
- Eric Temple Bell: Die großen Mathematiker, Econ Verlag, Düsseldorf, 1967
- Giacomo Girolamo Casanova: Geschichte meines Lebens, Bd. 1–12, Propyläen Verlag, Berlin, 1964–1967
  - Eduard und Elisabeth oder Die Reise in das Innere unseres Erdballs, Bd. 1–3, Propyläen Verlag, Berlin, 1968/69
  - Gesammelte Briefe, Propyläen Verlag, Berlin
    - 1. Aus der intimen Korrespondenz, 1969
    - 2. Aus der gelehrten Korrespondenz, 1970

  - Vermischte Schriften, Propyläen Verlag, Berlin, 1971 (zusammen mit Enrico Straub)
- Maurice Druon: Die Wölfin von Frankreich, Henry Goverts Verlag, Stuttgart, 1960
  - Paris, Die Geburt einer Stadt, Henry Goverts Verlag, Stuttgart, 1966
  - Die Memoiren des Herrn Zeus, Henry Goverts Verlag, Stuttgart, 1969
  - Lilie und Löwe, Europäische Bildungsgemeinschaft, Frankfurt am Main, 1979
- Henri P. Guérin: Mein Heilkräutergarten auf dem Balkon, Molden-Verlag, Wien, 1982 (zusammen mit Marion Dill)
- Paul Guimard: Begegnungen, List Verlag, München, 1960 (zusammen mit Lilly von Sauter)
  - Die Dinge des Lebens, Verlag Kurt Desch, München, 1970 (zusammen mit Lilly von Sauter)
- Constance Heaven: Wilde Augen, Paul Zsolnay Verlag, Wien, 1980
  - Zerbrechliches Glück, Paul Zsolnay Verlag, Wien, 1984
- Isabelle Holland: Der Anruf, Paul Zsolnay Verlag, Wien, 1982
- Vyvyan Beresford Holland: Goya, Kindler Verlag, München, 1962
- Olga Ilyin: Maskenball in St. Petersburg, Paul Zsolnay Verlag, Wien, 1983
- Jurij Krotkov: Nobelpreis für Pasternak, Paul Zsolnay Verlag, Wien, 1981 (zusammen mit Wolfgang Bräuer)
- John H. Parry: Zeitalter der Entdeckungen, Kindler Verlag, Zürich, 1963
- John Edward Pfeiffer: Maschinen denken schneller, Kindler Verlag, München, 1963
- Bertrand Poirot-Delpech: Der große Tunichtgut, Rowohlt Verlag, Hamburg, 1959
- John B. Priestley: Charles Dickens, Kindler Verlag, München, 1965
- Pierre Rousseau: Sie prägten unsere Zeit, Bechtle Verlag, München, 1960
  - Geschichte der Zukunft, List Verlag, München, 1960 (zusammen mit Lilly von Sauter)
- Wilbur A. Smith: Wild wie das Meer, Paul Zsolnay Verlag, Wien, 1979
- Henri Troyat: Peter der Große, Claassen-Verlag, Düsseldorf, 1981
- Herbert G. Wells: Tono-Bungay, Paul Zsolnay Verlag, Wien, 1981 (zusammen mit Gritt Zoller)
  - Befreite Welt, Paul Zsolnay Verlag, Wien, 1985

Zahlreiche Reader’s Digest Auswahlbücher, Verlag Das Beste, Stuttgart, auch zusammen mit Bettina Berger (BB) bzw. Friedrike von Sauter (FvS).